# The Password Game
The Password Game（ザ・パスワードゲーム）は、ニール・アガルワルによって開発され、2023年に公開されたブラウザゲームである。プレイヤーには、パスワードを入力するテキストボックスが与えられ、そこに適切なパスワードを入力することが目的のゲームである。

## ゲームの特徴
プレイヤーには最初に、パスワードを入力するテキストボックスが与えられる。そこに何かを入力すると、ルールが下部に表示される、例えば、「パスワードは5文字以上である必要があります」や「パスワードに今日の日付を含める必要があります」など。プレイヤーはそのルールに従い、パスワードを変更しなければならない。パスワードを正しく変更すると、また新たにルールが追加される。ルールは全部で35個で、このゲームの目的は、すべてのルールに従ったパスワードを作成することである。

## 開発経緯
開発者のニール・アガルワルは、このような経緯でこのゲームの作成に至った。
「このアイデアはしばらく頭の中で温めていたのですが、パスワード ボックスでパスワードが長すぎると表示されたのが最終的な決断だったと思います。どうやら、パスワードが安全すぎるということはあり得るということでしょうか?」